# TVR Grantura
TVR Grantura – sportowy samochód osobowy produkowany przez brytyjską firmę TVR w latach 1958–1967. Dostępny jako 2-drzwiowe coupé. Do napędu używano silników R4 o pojemnościach: 1,2, 1,6 oraz 1,8 litra. Moc przenoszona była na oś tylną poprzez 4-biegową manualną skrzynię biegów. Samochód został zastąpiony przez model Vixen.

## Dane techniczne (Mark III)

### Silnik
- R4 1,6 l (1622 cm³), 2 zawory na cylinder, OHV
- Układ zasilania: dwa gaźniki
- Średnica cylindra × skok tłoka: 76,20 mm × 88,90 mm
- Stopień sprężania: 9,0:1
- Moc maksymalna: 92 KM (68 kW) przy 5500 obr./min
- Maksymalny moment obrotowy: b/d

### Osiągi
- Przyspieszenie 0-80 km/h: 6,0 s
- Przyspieszenie 0-100 km/h: 9,6 s
- Przyspieszenie 0-160 km/h: 28,0 s
- Czas przejazdu pierwszych 400 m: 16,8 s
- Prędkość maksymalna: 172 km/h